# Jim Pla

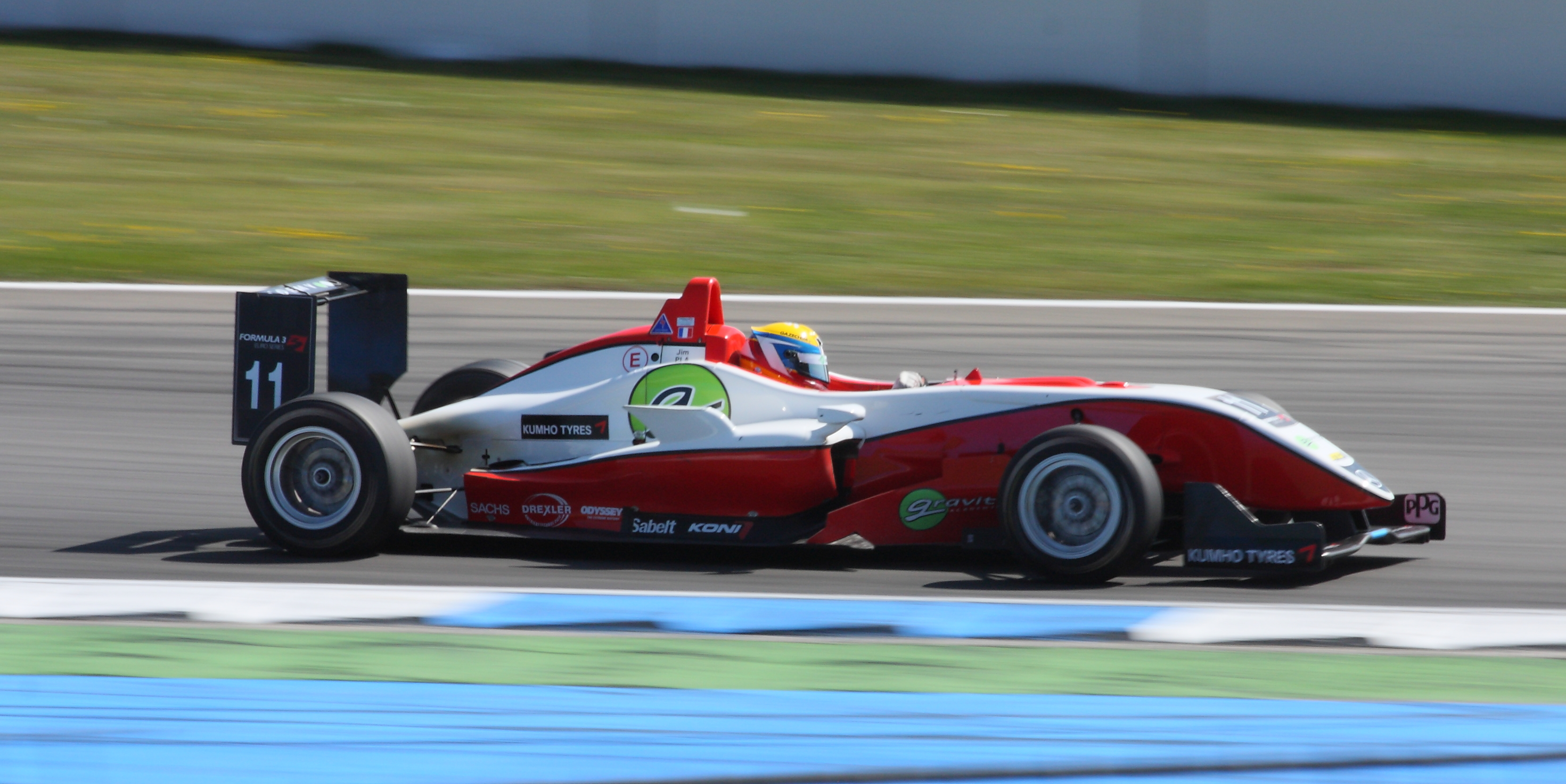
Jim Pla

Jim Pla (Béziers, 6 oktober 1992) is een Frans autocoureur.

## Carrière
- 2007: Formule Campus Renault, team Formule Campus (1 overwinning).
- 2008: Formule BMW Europa, team DAMS.
- 2008: Formule BMW World Final, team DAMS.
- 2009: Formulw BMW Europa, team DAMS (4 overwinningen).
- 2009: Formule BMW Pacific, team EuroInternational.
- 2010: Formule 3 Euroseries, team ART Grand Prix.
- 2010: Masters of Formula 3, team ART Grand Prix.
- 2010: GP3, team Tech 1 Racing.

## GP3-resultaten
- Races vetgedrukt betekent polepositie, races schuingedrukt betekent snelste ronde

| Jaar | 1       | 2       | 3           | 4          | 5       | 6       | 7       | 8       | 9       | 10      | 11      | 12      | 13      | 14      | 15      | 16      | Rang | Punten |
| ---- | ------- | ------- | ----------- | ---------- | ------- | ------- | ------- | ------- | ------- | ------- | ------- | ------- | ------- | ------- | ------- | ------- | ---- | ------ |
| 2010 | ESP FEA | ESP SPR | TUR FEA Ret | TUR SPR 20 | VAL FEA | VAL SPR | GBR FEA | GBR SPR | GER FEA | GER SPR | HUN FEA | HUN SPR | BEL FEA | BEL SPR | ITA FEA | ITA SPR | 31*  | 0*     |

* Seizoen loopt nog.